# Palmarés da W52-FC Porto
A equipa ciclista portuguesa W52-FC Porto tem tido durante a sua história as seguintes vitórias em carreiras profissionais:

## OFM-Quinta da Lixa

### 2013

#### Circuitos Continentais da UCI
| Datas        | Circuito                     | Carreiras                             | Ganhador             |
| 21 de julho  | UCI Europe Tour de 2012-2013 | 3.ª etapa do Troféu Joaquim Agostinho | Eduard Prades        |
| 21 de julho  | UCI Europe Tour de 2012-2013 | Troféu Joaquim Agostinho              | Eduard Prades        |
| 10 de agosto | UCI Europe Tour de 2012-2013 | 3.ª etapa da Volta a Portugal         | Delio Fernández      |
| 16 de agosto | UCI Europe Tour de 2012-2013 | 8.ª etapa da Volta a Portugal         | Gustavo César Veloso |
| 17 de agosto | UCI Europe Tour de 2012-2013 | 9.ª etapa da Volta a Portugal         | Alejandro Marque     |
| 18 de agosto | UCI Europe Tour de 2012-2013 | Volta a Portugal                      | Alejandro Marque     |

### 2014

#### Circuitos Continentais da UCI
| Datas        | Circuito                     | Carreiras                           | Ganhador             |
| 27 de março  | UCI Europe Tour de 2013-2014 | 2.ª etapa da Volta ao Alentejo      | Eduard Prades        |
| 30 de março  | UCI Europe Tour de 2013-2014 | 5.ª etapa da Volta ao Alentejo      | Samuel Caldeira      |
| 13 de julho  | UCI Europe Tour de 2013-2014 | Troféu Joaquim Agostinho            | Delio Fernández      |
| 9 de agosto  | UCI Europe Tour de 2013-2014 | 9.ª etapa da Volta a Portugal (CRI) | Gustavo César Veloso |
| 10 de agosto | UCI Europe Tour de 2013-2014 | Volta a Portugal                    | Gustavo César Veloso |

## W52-Quinta da Lixa

### 2015

#### Circuitos Continentais da UCI
| Datas        | Circuito                 | Carreiras                           | Ganhador             |
| 31 de julho  | UCI Europe Tour de 2015  | 2.ª etapa da Volta a Portugal       | Delio Fernández      |
| 4 de agosto  | UCI Europe Tour de 2015  | 6.ª etapa da Volta a Portugal       | Gustavo César Veloso |
| 6 de agosto  | UCI Europe Tour de 2015  | 7.ª etapa da Volta a Portugal       | Delio Fernández      |
| 8 de agosto  | UCI Europe Tour de 2015  | 9.ª etapa da Volta a Portugal (CRI) | Gustavo César Veloso |
| 9 de agosto  | UCI Europe Tour de 2015  | Volta a Portugal                    | Gustavo César Veloso |
| 27 de agosto | UCI America Tour de 2015 | 1.ª etapa do Tour do Rio            | Gustavo César Veloso |
| 30 de agosto | UCI America Tour de 2015 | Tour do Rio                         | Gustavo César Veloso |

## W52-FC Porto-Porto Canal

### 2016

#### Circuitos Continentais da UCI
| Datas       | Circuito                | Carreiras                                 | Ganhador             |
| 7 de julho  | UCI Europe Tour de 2016 | Prólogo do Troféu Joaquim Agostinho (CRI) | Rafael Reis          |
| 9 de julho  | UCI Europe Tour de 2016 | 2.ª etapa do Troféu Joaquim Agostinho     | Raúl Alarcón         |
| 10 de julho | UCI Europe Tour de 2016 | 3.ª etapa do Troféu Joaquim Agostinho     | Gustavo César Veloso |
| 27 de julho | UCI Europe Tour de 2016 | Prólogo da Volta a Portugal (CRI)         | Rafael Reis          |
| 31 de julho | UCI Europe Tour de 2016 | 4.ª etapa da Volta a Portugal             | Gustavo César Veloso |
| 3 de agosto | UCI Europe Tour de 2016 | 6.ª etapa da Volta a Portugal             | Gustavo César Veloso |
| 7 de agosto | UCI Europe Tour de 2016 | 10.ª etapa da Volta a Portugal (CRI)      | Gustavo César Veloso |
| 7 de agosto | UCI Europe Tour de 2016 | Volta a Portugal                          | Rui Vinhas           |

## W52-FC Porto

### 2017

#### Circuitos Continentais da UCI
| Datas           | Circuito                | Carreiras                                                                   | Ganhador             |
| 19 de fevereiro | UCI Europe Tour de 2017 | 5.ª etapa da Volta ao Algarve                                               | Amaro Antunes        |
| 5 de março      | UCI Europe Tour de 2017 | Clássica de Arrábida                                                        | Amaro Antunes        |
| 1 de maio       | UCI Europe Tour de 2017 | 3.ª etapa da Volta às Astúrias                                              | Raúl Alarcón         |
| 1 de maio       | UCI Europe Tour de 2017 | Volta às Astúrias                                                           | Raúl Alarcón         |
| 5 de maio       | UCI Europe Tour de 2017 | 1.ª etapa da Volta à Comunidade de Madri                                    | Raúl Alarcón         |
| 4 de junho      | UCI Europe Tour de 2017 | 3.ª etapa do Grande Prêmio Internacional de Fronteiras e a Serra da Estrela | Raúl Alarcón         |
| 7 de julho      | UCI Europe Tour de 2017 | 2.ª etapa do Troféu Joaquim Agostinho                                       | Amaro Antunes        |
| 9 de julho      | UCI Europe Tour de 2017 | Troféu Joaquim Agostinho                                                    | Amaro Antunes        |
| 5 de agosto     | UCI Europe Tour de 2017 | 1.ª etapa da Volta a Portugal                                               | Raúl Alarcón         |
| 6 de agosto     | UCI Europe Tour de 2017 | 2.ª etapa da Volta a Portugal                                               | Samuel Caldeira      |
| 8 de agosto     | UCI Europe Tour de 2017 | 4.ª etapa da Volta a Portugal                                               | Raúl Alarcón         |
| 9 de agosto     | UCI Europe Tour de 2017 | 5.ª etapa da Volta a Portugal                                               | Gustavo César Veloso |
| 14 de agosto    | UCI Europe Tour de 2017 | 9.ª etapa da Volta a Portugal                                               | Amaro Antunes        |
| 15 de agosto    | UCI Europe Tour de 2017 | 10.ª etapa da Volta a Portugal (CRI)                                        | Gustavo César Veloso |
| 15 de agosto    | UCI Europe Tour de 2017 | Volta a Portugal                                                            | Raúl Alarcón         |

### 2018

#### Circuitos Continentais da UCI
| Datas        | Circuito                | Carreiras                                                          | Ganhador             |
| 17 de março  | UCI Europe Tour de 2018 | 5.ª etapa da Volta ao Alentejo (CRI)                               | Gustavo César Veloso |
| 14 de abril  | UCI Europe Tour de 2018 | 2.ª etapa do Grande Prémio Internacional Beiras e Serra da Estrela | César Fonte          |
| 29 de abril  | UCI Europe Tour de 2018 | 3.ª etapa da Volta às Astúrias                                     | Ricardo Mestre       |
| 15 de julho  | UCI Europe Tour de 2018 | Troféu Joaquim Agostinho                                           | José Fernandes       |
| 18 de julho  | UCI Europe Tour de 2018 | 1.ª etapa do Grande Prêmio Nacional 2 de Portugal                  | Raúl Alarcón         |
| 22 de julho  | UCI Europe Tour de 2018 | Grande Prêmio Nacional 2 de Portugal                               | Raúl Alarcón         |
| 4 de agosto  | UCI Europe Tour de 2018 | 3.ª etapa da Volta a Portugal                                      | Raúl Alarcón         |
| 5 de agosto  | UCI Europe Tour de 2018 | 4.ª etapa da Volta a Portugal                                      | Raúl Alarcón         |
| 11 de agosto | UCI Europe Tour de 2018 | 9.ª etapa da Volta a Portugal                                      | Raúl Alarcón         |
| 12 de agosto | UCI Europe Tour de 2018 | Volta a Portugal                                                   | Raúl Alarcón         |

### 2019

#### Circuitos Continentais da UCI
| Datas          | Circuito                        | Carreiras                                                          | Ganhador                                  |
| 5 de fevereiro | Copa das Nações UCI sub-23 2019 | 2.ª etapa do Tour de l'Espoir                                      | Francisco Brito Campos                    |
| 23 de março    | UCI Europe Tour de 2019         | 5.ª etapa da Volta ao Alentejo (CRI)                               | João Rodrigues (ciclista)\|João Rodrigues |
| 24 de março    | UCI Europe Tour de 2019         | Volta ao Alentejo                                                  | João Rodrigues (ciclista)\|João Rodrigues |
| 13 de abril    | UCI Europe Tour de 2019         | 2.ª etapa do Grande Prémio Internacional Beiras e Serra da Estrela | Daniel Mestre                             |
| 5 de maio      | UCI Europe Tour de 2019         | 3.ª etapa da Volta às Astúrias                                     | Edgar Pinto                               |
| 11 de julho    | UCI Europe Tour de 2019         | Prólogo do Troféu Joaquim Agostinho (CRI)                          | Gustavo César Veloso                      |
| 13 de julho    | UCI Europe Tour de 2019         | 2.ª etapa do Troféu Joaquim Agostinho                              | Rui Vinhas                                |
| 31 de julho    | UCI Europe Tour de 2019         | Prólogo da Volta a Portugal (CRI)                                  | Samuel Caldeira                           |
| 3 de agosto    | UCI Europe Tour de 2019         | 3.ª etapa da Volta a Portugal                                      | Daniel Mestre                             |
| 4 de agosto    | UCI Europe Tour de 2019         | 4.ª etapa da Volta a Portugal                                      | João Rodrigues (ciclista)\|João Rodrigues |
| 10 de agosto   | UCI Europe Tour de 2019         | 9.ª etapa da Volta a Portugal                                      | António Carvalho                          |
| 11 de agosto   | UCI Europe Tour de 2019         | 10.ª etapa da Volta a Portugal (CRI)                               | João Rodrigues (ciclista)\|João Rodrigues |
| 11 de agosto   | UCI Europe Tour de 2019         | Volta a Portugal                                                   | João Rodrigues (ciclista)\|João Rodrigues |